# Hydrolagus macrophthalmus
Hydrolagus macrophthalmus är en broskfiskart som beskrevs av de Buen 1959. Hydrolagus macrophthalmus ingår i släktet Hydrolagus och familjen havsmusfiskar. Inga underarter finns listade i Catalogue of Life.
Denna fisk förekommer i östra Stilla havet vid kusterna från El Salvador till Chile. Den vistas i områden som ligger 300 till 1370 meter under havsytan. Arten blir vanligen 40 cm lång och det största exemplaret hade en längd av 62 cm. Honor lägger antagligen ägg.
Några exemplar hamnar som bifångst i fiskenät främst under fiske på chilensk kummel (Merluccius gayi) och på tandnoting (Dissostichus eleginoides). Hela populationen anses vara stabil. IUCN kategoriserar arten globalt som livskraftig (LC).